# Église Saint-Joseph de Namur
Pour les articles homonymes, voir Église Saint-Joseph.
L’église Saint-Joseph est un édifice religieux catholique, sis au centre de la ville de Namur (rue de Fer), en Belgique ; elle date du XVIIe siècle. Église du couvent des pères Carmes elle devient paroisse Saint-Joseph en 1818. L'église est fermée en 2008 pour des raisons de sécurité. Après la restauration de la toiture, elle réouvre en 2018. Le culte a maintenant repris depuis l'arrivée d'un nouveau curé en septembre 2022.
L'église Saint-Joseph, avec la rue Saint-Joseph et la galerie Saint-Joseph, est devenue, après sa construction, un point focal de développement urbain de tout le quartier (avec la rue des Carmes) qui est encore communément appelé « quartier des Carmes ». Derrière l'église se trouve l'ancien couvent des Carmes, qui avait son jardin des Carmes (disparu).  

## Histoire
Peu après la fondation de leur ermitage du grand désert de Marlagne (en 1622) les pères Carmes s'installent dans la ville de Namur. Pour leurs activités apostoliques ils construisent, de 1627 à 1655, leur église et couvent. Cela forme un complexe qui s’étend de la rue de Fer à la rue des Carmes. L'église est fermée lorsque le pouvoir révolutionnaire français installé à Namur expulsa les religieux.
Lorsque la liberté de culte est rétablie dans les Pays-Bas méridionaux l’église est rouverte (en 1818) comme église paroissiale sous le patronyme de Saint-Joseph. Elle est classée au patrimoine de Wallonie en 1936.
Pour des raisons de sécurité, l’église est fermée au public depuis mars 2008. La charpente en bois de la toiture - réalisée sans un seul clou - se disloque lentement, n'étant plus qu'à peine supportée par les murs latéraux et menace de s’effondrer par le centre. La région wallonne a mis à l’étude un projet de restauration. Dans l’entretemps les offices religieux sont célébrés dans une chapelle à l’arrière de l’église.
À partir de 2022 avec l'arrivée d'un nouveau curé, l'église reprend un service cultuel, l'intérieur est réaménagé et nettoyé, les statues sont restaurées, redonnant la vie à cette église. 

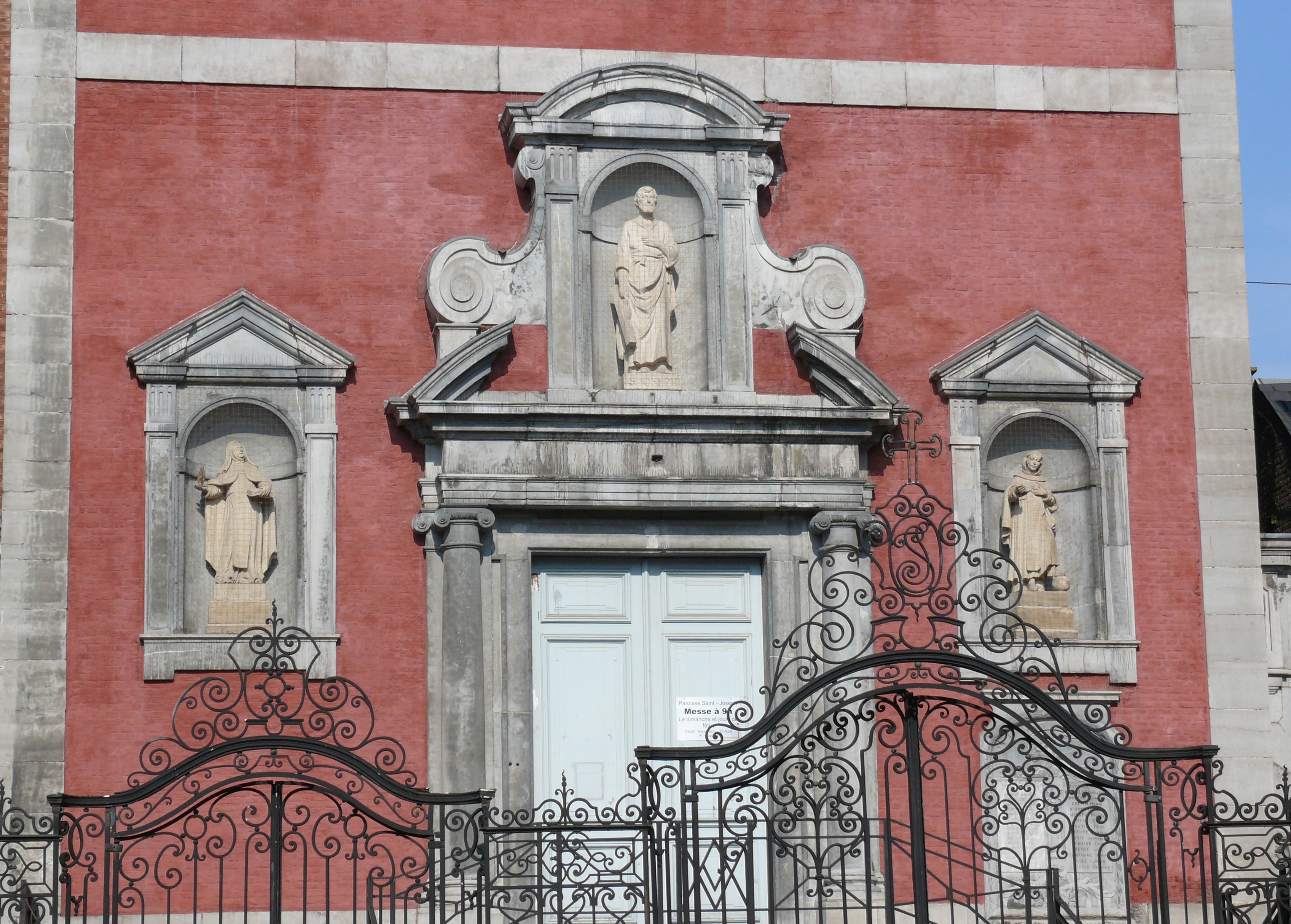
Détails de la façade, Sainte Thérèse d'Avila, saint Joseph et saint Jean de la Croix

## Description
L’édifice est construit en briques et pierres de Meuse. La façade de style baroque est aussi gracieuse qu’élégante. Des volutes de pierre bleue, avec pots-à-feu, fenêtres et niches de saints brisent la monotonie d’une façade de briques.
Les Carmes ne sont pas oubliés : à gauche et à droite de la porte d’entrée se trouvent les statues des deux saints principaux de l’Ordre du carmel, Thérèse d’Avila et Jean de la Croix. 
Parallèle à la rue de Fer, la rue qui passe à l’arrière de l’église (et où se trouvait l’entrée du couvent) s’appelle toujours 'rue des Carmes’.